# Le Malheur d'avoir trop d'esprit
 (décembre 2010).
Si vous disposez d'ouvrages ou d'articles de référence ou si vous connaissez des sites web de qualité traitant du thème abordé ici, merci de compléter l'article en donnant les références utiles à sa vérifiabilité et en les liant à la section « Notes et références ».

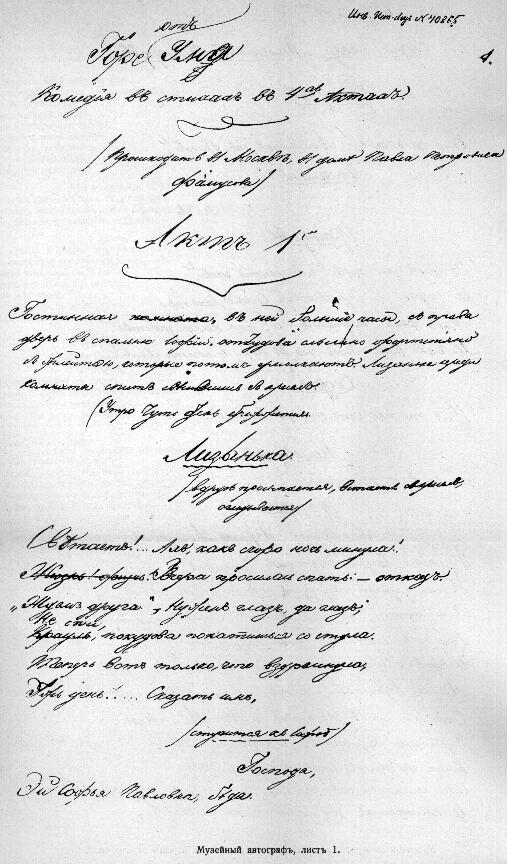
Première page du manuscrit de Griboïedov.

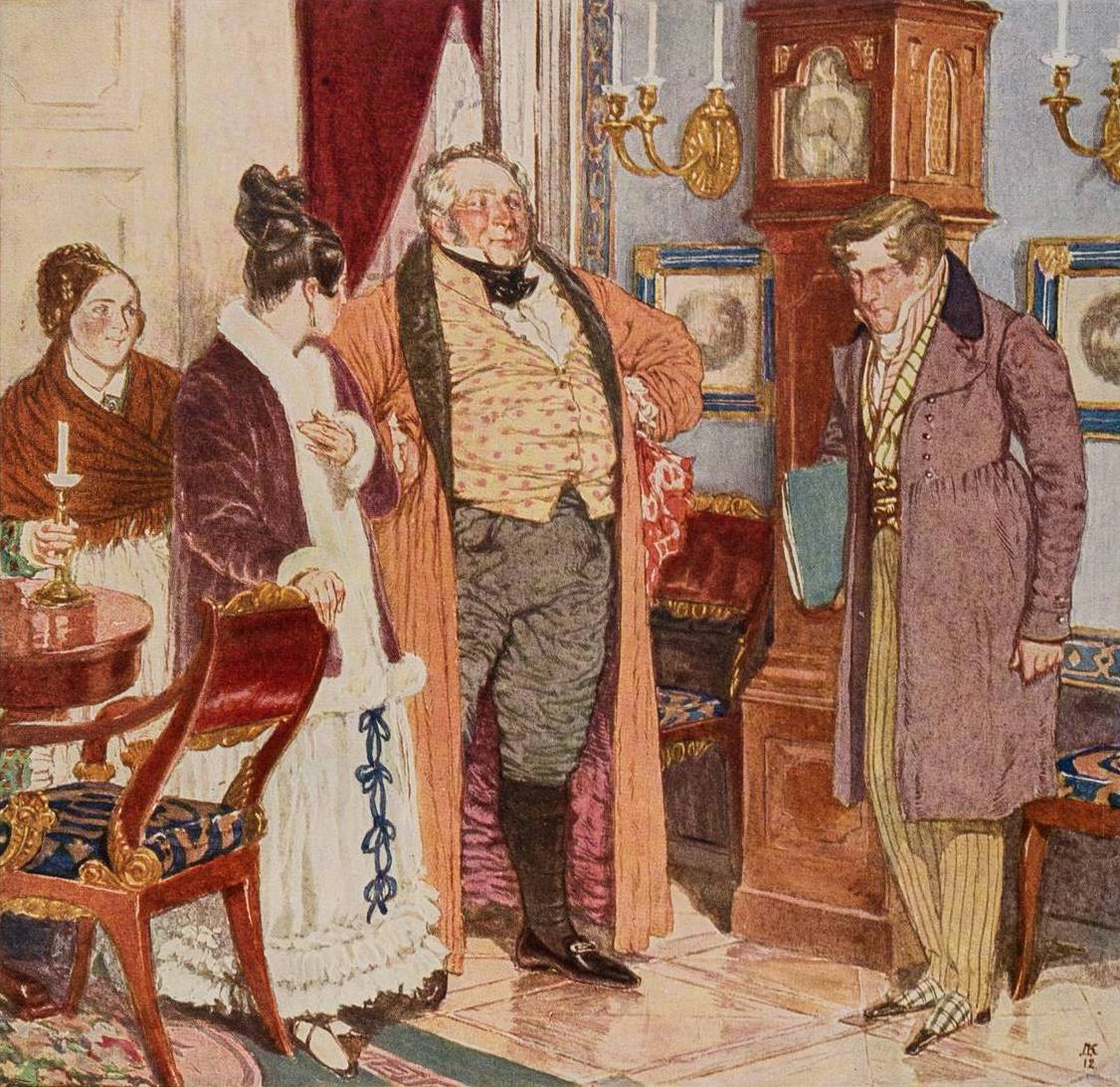
Illustration de Dmitri Kardovski (1912).

Le Malheur d'avoir trop d'esprit est une comédie en vers d'Alexandre Griboïedov. 
Son titre russe est « Горе от ума » soit, mot à mot Le Malheur dû à l'esprit. Mais on compte des dizaines de traductions différentes en français (de Quel malheur l'intelligence, à Malheur à l'homme d'esprit). 
Écrite en 1821-1822, la pièce est refusée par la censure au courant des années 1820. Cependant, la pièce circule déjà largement à partir de 1825. Elle sera donnée pour la première fois en représentation publique en 1831, deux ans après la mort dramatique de l'auteur (massacré par la foule à l'ambassade de Russie à Téhéran en Perse). La première a lieu en version allemande en intégralité au théâtre de Revel, puis elle est jouée en russe au théâtre Maly.
La pièce est largement inspirée des propres déboires de Griboïedov. Elle se déroule dans la société aristocratique moscovite du début du XIXe siècle. De retour à Moscou, Alexandre Tchatski se rend chez Sophie Famoussov. Il l'aimait avant de partir en voyage et cherche maintenant à l'épouser. Cependant, tout les oppose. Il a une vision extrêmement cynique de la société. Elle est légère. Tchatski finira par quitter Moscou, encore plus désabusé, et s'étant attiré l'hostilité de tous.
Cette comédie, considérée par les spécialistes comme le chef-d'œuvre de Griboïedov, est la première grande pièce du répertoire russe. Elle a rencontré un tel succès que de nombreuses répliques en sont devenues proverbiales.

## Personnages

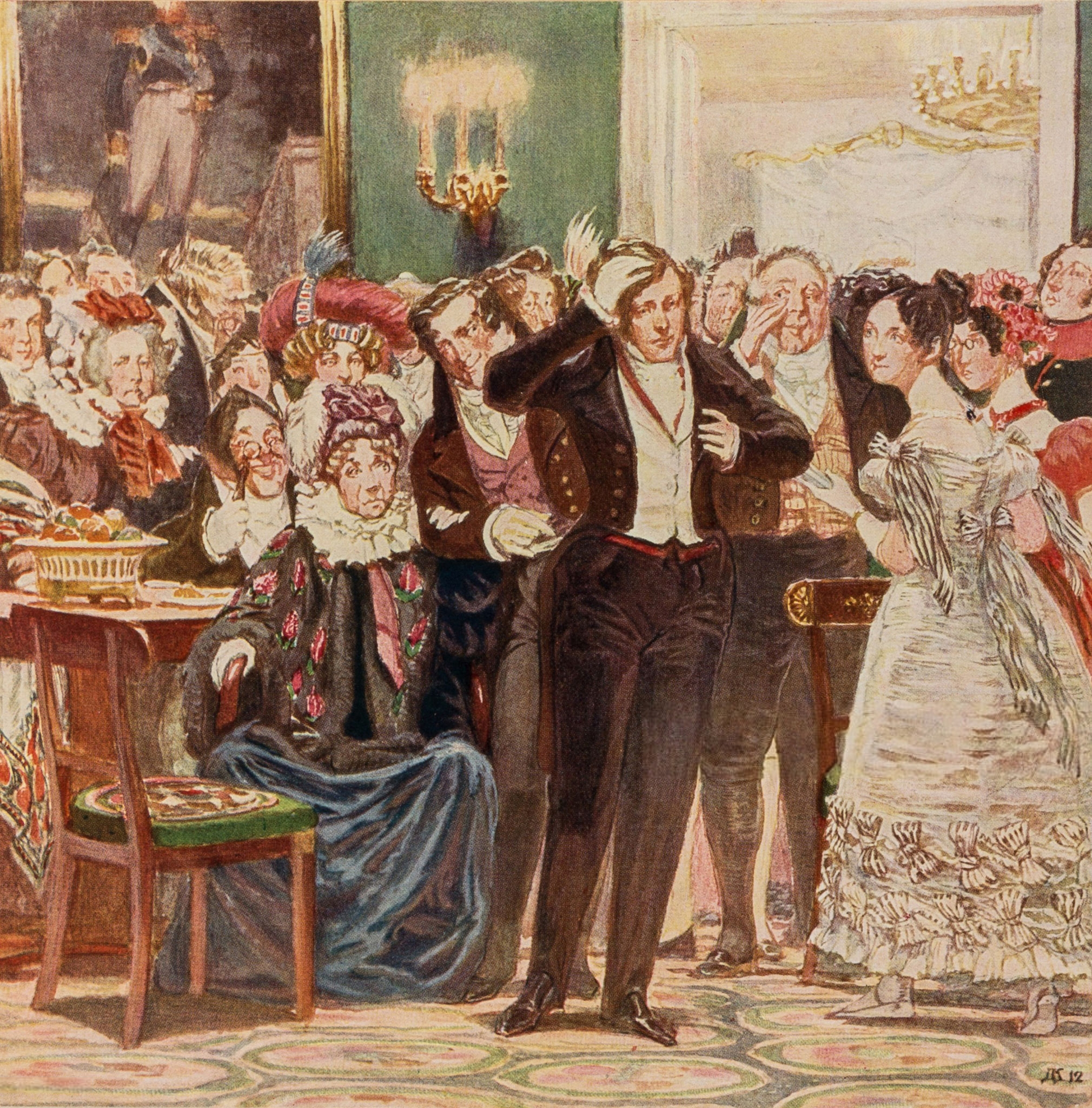
Le bal des Famoussov.

- Pavel Afanassievitch Famoussov, haut fonctionnaire
- Sophia Pavlovna, sa fille.
- Liza, la bonne des Famoussov.
- Alexeï Stepanovitch Moltchaline, secrétaire des Famoussov, habitant chez eux et chevalier servant de Sophie.
- Alexandre Andreïevitch Tchatski, jeune aristocrate, élevé chez les Famoussov.
- Sergueï Sergueïevitch Skalozoub, colonel, familier des Famoussov, prétendant de Sophie.
- Les invités au bal des Famoussov:
  - Natalia Dmitrievna (jeune dame) et Platon Mikhaïlovitch (officier de réserve) Goritch.
  - le prince Tougooukhovski et la princesse, sa femme, avec leurs six filles.
  - la comtesse grand-mère et la comtesse petite-fille de Mme Khrumine.
  - Anton Antonovitch Zagoretski,  tricheur aux cartes, ami de Tchatski.
  - la vieille Mme Khliostova, belle-sœur de Famoussov.
  - Monsieur N.
  - Monsieur D.
  - Répétilov, invité en retard,  membre du Club anglais.
  - beaucoup d'invités et leurs laquais.
- Petrouchka et quelques domestiques.
- valets des Famoussov.

Presque tous les personnages portent un nom de famille dérivé du verbe « parler » ou du verbe « écouter »; ainsi Famoussov du latin fama, Moltchaline (se taire), Skalozoub (se moquer, ricaner), Tougooukhovski (mal entendre), Répétilov (de répéter en français).

## Intrigue
Acte I, 2. Tchatski, qui rentre d'un voyage de trois ans à l'étranger, retrouve Sophie sa grande amie d'enfance, qu'il aime encore mais aujourd'hui en jeune homme. Cette union semble pourtant impossible : non seulement Sophie fait bon accueil à son prétendant notoire, Moltchaline, mais de plus les idées politiques modernes de Tchatski choquent la conception traditionnelle, voire intégriste, de la (bonne) société russe chez le père de Sophia, Famoussov. 
Acte III, 4. Au fur et à mesure que le conflit s'envenime entre les deux conceptions antagonistes des rapports sociaux, Sophia va en parallèle découvrir que le prétendant qui ne cesse de lui faire des compliments, Moltchaline, n'est pas très sérieux dans ses sentiments, ce que sa servante savait depuis longtemps.... La voie est alors libérée pour que Sophia et Tchatski envisagent le mariage, mais l'entourage de Sophia se lève comme un seul homme pour repousser cet esprit libre qui remet en cause la tradition.  Alors, choix forcé, Tchatski s'en va, non sans dépit, mais la tête haute.

## Éditions
- Le Malheur d'avoir de l'esprit, trad. Maurice Collin in Pouchkine, Griboïedov, Lermontov Œuvres, Éditions Gallimard, Bibliothèque de la Pléiade no 245, 1973
- Du malheur d'avoir de l'esprit, trad. André Markowicz, Actes Sud, coll. Babel no 784, Arles, 2007  (ISBN 978-2-7427-6516-4),